# Pfauenaugen-Taggecko
Der Pfauenaugen-Taggecko (Phelsuma quadriocellata), auch Augenfleck-Taggecko oder Vierflecken-Taggecko, ist eine Echse in der Familie der Geckos (Geckonidae).

## Namenserklärung und Beschreibung

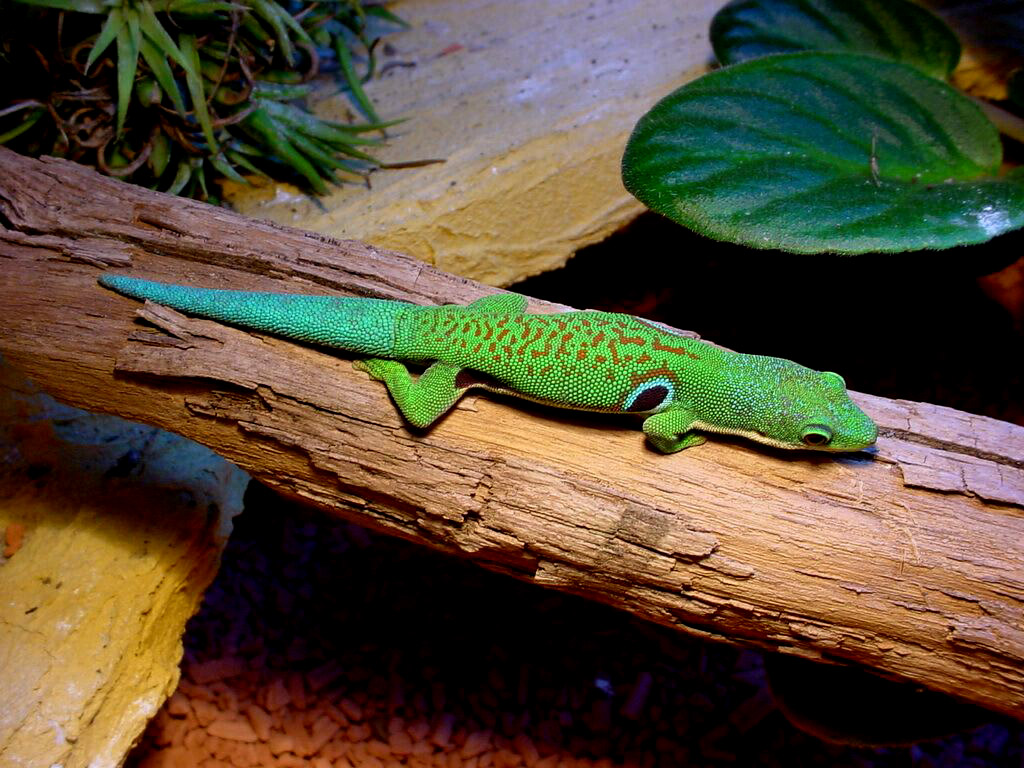
Phelsuma quadriocellata quadriocellata, Männchen, adult, im Terrarium

Phelsuma quadriocellata hat seinen Namen von den vier sehr markanten Flecken auf seinem Körper. Hinter den Vorderbeinen ist ein größerer schwarzer Fleck zu sehen, der oft hellblau umrandet ist. Mitunter existiert auch eine weitere, rötliche Umrandung dieser so genannten Posthumeral-Flecken. Bei der Nominatform, die hier beschrieben wird, finden sich auch vor den Hinterbeinen ein ähnlicher, doch oft kleinerer so genannter Praefemoral-Fleck, der nicht hellblau umrandet ist. Auch der wissenschaftliche Artname nimmt auf diese augenförmigen Flecken Bezug: "Quattuor" heißt "vier" und "ocellus" heißt "Auge". Ähnlich wie bei Phelsuma lineata verläuft eine schwarze Linie von der Schnauzen-Unterseite bis zum Praefemoralfleck. Aufgrund solcher Ähnlichkeiten wird der Pfauenaugen-Taggecko in die Lineata-Gruppe der Phelsumen eingeordnet. Die Unterseite ist weiß oder gelblich. Seine Iris ist rot, mitunter orangerot. Der Augenfleck-Taggecko weist eine leuchtend grüne Grundfärbung auf, meist auch eine farbintensive rote Fleckung der Oberseite, die variabel ist. Kopf und Nacken sind oft blau gepunktet, bei Männchen leuchtet mitunter der Schwanz in derselben blauen Farbe. Man rechnet diese Art zu den kleineren Phelsumenarten. Beide Geschlechter der Nominatform sowie Phelsuma quadriocellata bimaculata werden 10, die Unterart Phelsuma quadriocellata lepida bis 12,5 Zentimeter lang.

## Geschlechtsunterschiede

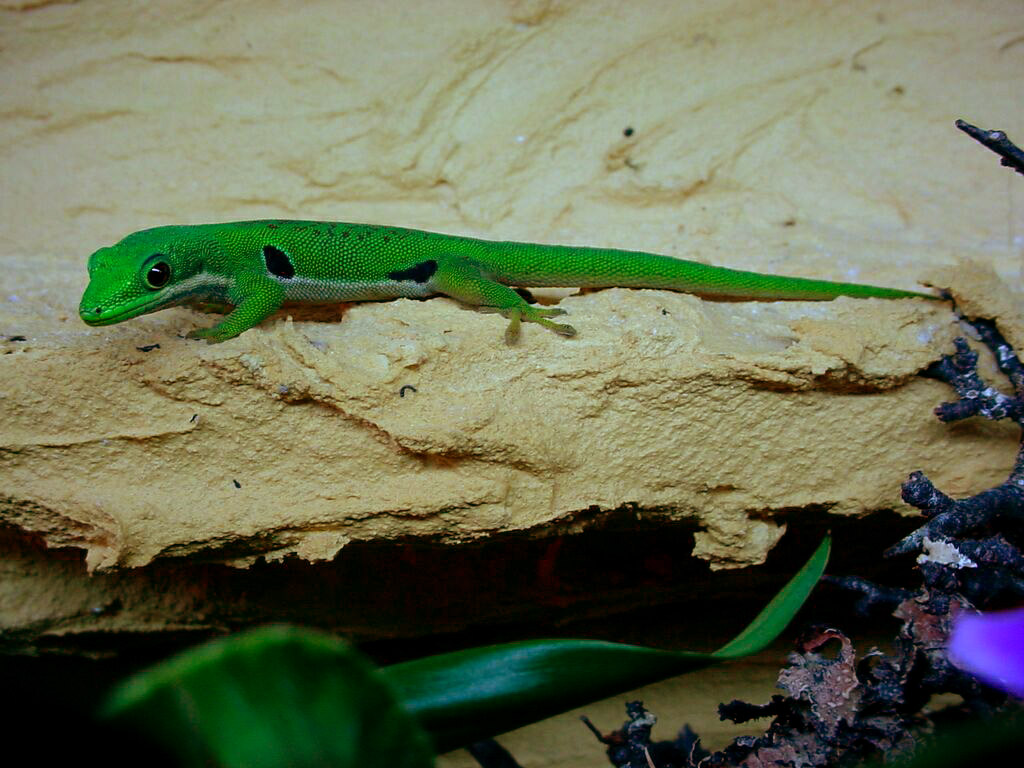
Phelsuma quadriocellata quadriocellata, Weibchen, adult, im Terrarium

Phelsuma quadriocellata quadriocellata-Männchen haben vergrößerte Praeanoferal-Poren und einen massigeren, vor allem breiteren Kopf. Die Färbung der Weibchen muss nicht unbedingt – wie hier – unterschiedlich sein.

## Vorkommen und Lebensraum

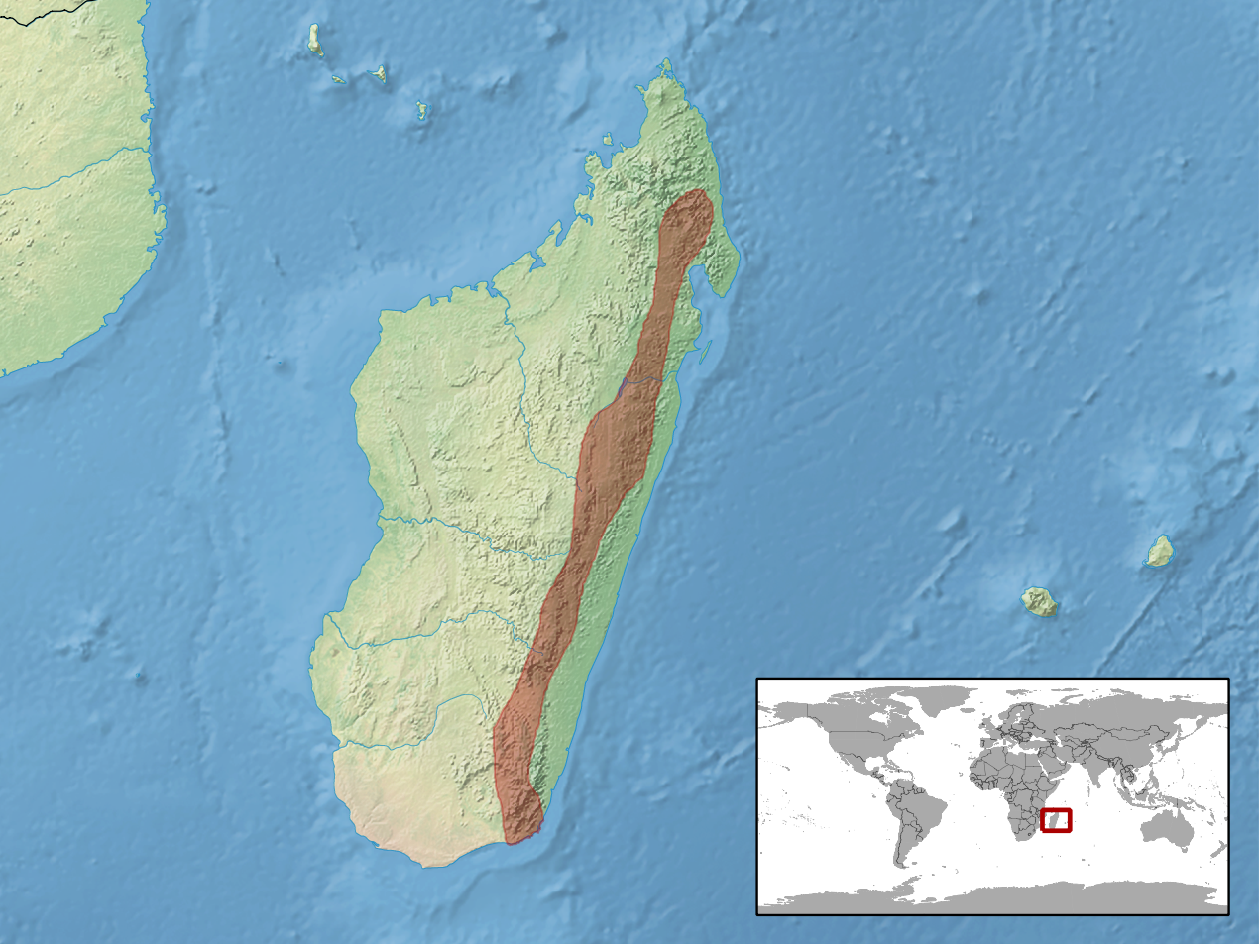
Verbreitungsgebiet des Pfauenaugen-Taggecko (rot)

Die Terra typica ist Perinet im östlichen Madagaskar. Phelsuma quadriocellata quadriocellata bewohnt sehr punktuell höher gelegene Regenwald-Gebiete und ist auch auf Bananenstauden zu finden. Er hat eine gewisse Vorliebe für glatte und breite Blätter.
Er lebt in sehr niederschlagsreichen Gegenden. Im Jahresdurchschnitt regnen um die 3000 mm ab.
Entsprechend seinem Vorkommen in höher gelegenen Gebieten ist sein Lebensraum vergleichsweise kühl für madagassische Lebensräume: Im Südwinter (Juli, August) steigen die Temperaturen höchstens auf 23 Grad Celsius und sinken bis auf unter 10 Grad Celsius in der Nacht.
Im Südsommer (November, Dezember) steigen in seinem Lebensraum die Höchsttemperaturen auf um die 30 Grad Celsius, mitunter liegen sie auch höher.
Die Art wird von der IUCN als „nicht gefährdet“ (least concern) eingestuft.

## Terrarienhaltung
Eine befriedigende Basis an Nachzuchten dieser Art ist bis jetzt nicht vorhanden, so dass diese Tiere oft importiert werden.

## Unterarten
Von Phelsuma quadriocellata sind drei Unterarten beschrieben, Die ehemalige Unterart Phelsuma quadriocellata parva wird inzwischen als eigene Art Phelsuma parva angesehen:
- Phelsuma quadriocellata quadriocellata (Peters, 1883)
- Phelsuma quadriocellata bimaculata Kaudern, 1922
- Phelsuma quadriocellata lepida Krüger, 1993